# Gold (Ryan Adams)
Gold è il secondo album discografico in studio da solista del musicista statunitense Ryan Adams, pubblicato nel 2001.

## Tracce
Tutte le tracce sono di Ryan Adams, tranne dove indicato.
1. New York, New York – 3:46
2. Firecracker – 2:51
3. Answering Bell – 3:05
4. La Cienega Just Smiled – 5:03
5. The Rescue Blues – 3:38
6. Somehow, Someday – 4:24
7. When the Stars Go Blue – 3:31
8. Nobody Girl – 9:40 (Adams/Ethan Johns)
9. Sylvia Plath – 4:10 (Adams/Richard Causon)
10. Enemy Fire – 4:09 (Adams/Gillian Welch)
11. Gonna Make You Love Me – 2:36
12. Wild Flowers – 4:59
13. Harder Now That It's Over – 4:32 (Adams/Chris Stills)
14. Touch, Feel and Lose – 4:15 (Adams/David Rawlings)
15. Tina Toledo's Street Walkin' Blues – 6:10 (Adams/Johns)
16. Goodnight, Hollywood Blvd. – 3:25 (Adams/Causon)